# Ceraspis flava
Ceraspis flava är en skalbaggsart som beskrevs av Blanchard 1850. Ceraspis flava ingår i släktet Ceraspis och familjen Melolonthidae. Inga underarter finns listade i Catalogue of Life.